# 草甸毛茛
草甸毛茛（学名：Ranunculus acris），又称为高毛茛、普通毛茛，是毛茛科毛茛属的一种植物，原产于欧洲与欧亚大陆温带地区。

## 描述
草甸毛茛是一种多年生草本植物，高30至70厘米。三出复叶，与匍枝毛茛的区别在于顶生小叶无柄。萼片5片，绿色，花成熟后变黄。花瓣5片，黄色，花直径约25毫米。雄蕊多数，子房上位。果实为瘦果。
秋毛茛（R. aestivalis）有时被认为是草甸毛茛的一个变种。
草甸毛茛的汁液对家畜略有毒，会引起水疱。